# Seznam mest v Argentini
Seznami mest v Argentini

## Poprovincah
- Buenos Aires (Neodvisno mesto)

### Buenos Aires
- La Plata
- Alejandro Korn
- América
- Arrecifes
- Avellaneda
- Azul
- Bahía Blanca
- Balcarce
- Banfield
- Beccar
- Bragado
- Burzaco
- Campana
- Cariló
- Carmen de Areco
- Carmen de Patagones
- Chacabuco
- Chivilcoy
- City Bell
- Ciudadela
- Colonia Lapin
- Coronel Martínez de Hoz
- El Palomar
- Ensenada
- Ezeiza
- Florida
- General Alvear
- General Las Heras
- General Lavalle
- General Villegas
- Guaminí
- Hurlingham
- Ingeniero Maschwitz
- Ituzaingó
- José C. Paz
- Junín
- La Lucila
- Lanús
- Las Flores
- Leandro N. Alem
- Lobos
- Lomas de Zamora
- Los Hornos
- Luján
- Mar del Plata
- Martínez
- Miramar
- Monte Grande
- Morón
- Munro
- Necochea
- Nueve de Julio
- Olavarría
- Olivos
- Pehuajó
- Pergamino
- Pigüé
- Pilar
- Pinamar
- Rafael Calzada
- Quilmes
- San Nicolás
- San Fernando
- San Isidro
- San Justo
- San Nicolás de los Arroyos
- Santos Lugares
- Tandil
- Tigre
- Trenque Lauquen
- Valentín Alsina
- Villa Gesell
- Villa Fiorito
- Villa Martelli
- Zárate

### Catamarca
- San Fernando del Valle de Catamarca
- Andalgalá
- Belén
- San Isidro
- Santa María
- Tinogasta

### Chaco
- Resistencia
- Barranqueras
- Castelli
- Charata
- General José de San Martín
- General Pinedo
- Presidencia Roque Sáenz Peña
- Villa Ángela

### Chubut
- Rawson
- Comodoro Rivadavia
- Dolavon
- Esquel
- Gaiman
- Puerto Madryn
- Puerto Pirámide
- Rada Tilly
- Sarmiento
- Trelew
- Trevelin

### Córdoba
- Córdoba
- Alta Gracia
- Arias
- Arroyito
- Bell Ville
- Canals
- Capilla del Monte
- Colonia Caroya
- Cosquín
- Cruz del Eje
- Ischilín
- James Craik
- Jesús María
- La Carlota
- La Cumbre
- La Falda
- Laboulaye
- Laguna Larga
- Las Varillas
- Leones
- Levalle
- Mina Clavero
- Miramar
- Morteros
- Oncativo
- Quilino
- Río Cuarto
- Río Segundo
- Río Tercero
- San Francisco del Chañar
- San Francisco
- Santa Rosa de Calamuchita
- Tanti
- Unquillo
- Valle Hermoso
- Vicuña Mackenna
- Villa Carlos Paz or Carlos Paz
- Villa Cura Brochero
- Villa del Totoral
- Villa General Belgrano
- Villa María

### Corrientes
- Corrientes (Capital)
- Curuzú Cuatiá
- Empedrado
- Gobernador Virasoro
- Goya
- Itatí
- Paso de los Libres
- Santo Tomé

### Entre Ríos
- Paraná
- Basavilbaso
- Chajarí
- Colón
- Concepción del Uruguay
- Concordia
- Crespo
- Diamante
- Federación
- Gualeguay
- Gualeguaychú
- La Paz
- Libertador San Martín
- Puiggari
- Urdinarrain
- Victoria
- Villa Elisa
- Villaguay

### Formosa
- Formosa
- Clorinda
- Ibarreta
- Las Lomitas
- Puerto Pilcomayo

### Jujuy
- San Salvador de Jujuy
- General San Martín
- Humahuaca
- La Quiaca
- San Pedro
- Tilcara

### La Pampa
- Santa Rosa
- Eduardo Castex
- General Pico
- Guatraché
- Macachín
- Realicó
- Santa Isabel

### La Rioja
- La Rioja
- Aimogasta
- Anillaco
- Chepes
- Chilecito
- El Chamical
- Famatina
- Patquía
- Villa Unión

### Mendoza
- Mendoza
- General Alvear
- Godoy Cruz
- La Paz
- Luján de Cuyo
- Malargüe
- Puente del Inca
- San Rafael
- Tunuyán
- Tupungato
- Uspallata

### Misiones
- Posadas
- Andresito
- Apóstoles
- Bernardo de Irigoyen
- Candelaria
- Eldorado
- Montecarlo
- Oberá
- Puerto Iguazú

### Neuquén
- Neuquén
- Aluminé
- Centenario
- Chos Malal
- Cutral-Co
- Junín de los Andes
- Loncopue
- Piedra del Águila
- Plottier
- San Martín de los Andes
- Villa La Angostura
- Zapala

### Río Negro
- Viedma
- Choele Choel
- Cipolletti
- El Bolsón
- General Roca
- Ingeniero Jacobacci
- San Antonio Oeste
- San Carlos de Bariloche
- Sierra Grande
- Villa Regina

### Salta
- Salta
- Cachí
- Cafayate
- General Güemes
- Profesor Salvador Mazza
- San Antonio de los Cobres
- San Ramón de la Nueva Orán
- Tartagal
- Orán, Salta

### San Juan
- San Juan
- Calingasta
- Caucete
- San José de Jáchal
- Villa Media Agua
- Zonda

### San Luis
- San Luis
- Merlo
- San Francisco del Monte de Oro
- Trapiche
- Villa Mercedes

### Santa Cruz
- Puerto Santa Cruz
- Caleta Olivia
- El Calafate
- El Chaltén
- Gobernador Gregores
- Los Antiguos
- Pico Truncado
- Puerto Deseado
- Puerto San Julián
- Río Gallegos
- Río Turbio

### Santa Fe
- Santa Fe
- Cañada de Gómez
- Carlos Pellegrini
- Coronda
- Coronda
- Esperanza
- Funes
- Rafaela
- Reconquista
- Rosario
- Rufino
- San Carlos Centro
- Santo Tomé
- Sunchales
- Venado Tuerto
- Villa Cañás
- Villa Constitución

### Santiago del Estero
- Santiago del Estero
- Añatuya
- Frías
- Isca Yacu
- La Banda
- Loreto
- Río Hondo

### Tierra del Fuego, Antártida e Islas del Atlántico Sur
- Ushuaia
- Puerto Argentino
- Río Grande
- Tolhuin

### Tucumán
- San Miguel de Tucumán
- Aguilares
- Banda del Río Salí
- Concepción
- Famaillá
- Lules
- Monteros
- Simoca
- Tafí del Valle
- Tafí Viejo
- Yerba Buena

## Po številu prebivalstva
1. Buenos Aires - 2,776,138 (Buenos Aires in okolice 11,897,600)
2. Córdoba - 1,513,200
3. Rosario - 1,295,100
4. Mendoza - 1,009,100
5. La Plata - 857,800
6. San Miguel de Tucumán - 833,100
7. Mar del Plata - 699,600
8. Salta - 531,400
9. Santa Fe - 524,300
10. San Juan - 456,400
11. Resistencia - 399,800
12. Neuquén - 391,600
13. Santiago del Estero - 389,200
14. Corrientes - 332,400
15. Avellaneda - 328,980
16. Bahía Blanca - 310,200